# الحياة حلوة (فلم فلسطيني)
الحياة حلوة (فيلم فلسطيني) هو فيلم وثائقي صدر عام 2023 من إخراج المخرج الفلسطيني محمد جبالي. ويتتبع حوالي سبع سنوات من حياة المخرج الفلسطيني محمد جبالي بما يشبه اليوميات. فيصور لحظات انفصاله القسري عن عائلته في غزة، والدعم الذي يتلقاه من عائلته البديلة في مدينة ترومسو النرويجية، ونضالاته في تقديم طلب للحصول على تأشيرة في النرويج كشخص عديم الجنسية، وصناعة فيلمه الوثائقي الأول "الإسعاف"، الذي يستعرض تجربته كمتطوع في وحدة الإسعاف خلال حرب غزة 2014.

## مهرجانات سينمائية
أُطلِق الفيلم في 13 نوفمبر/ تشرين الثاني 2023، حيث عُرض لأول مرة في مهرجان أمستردام الدولي للأفلام الوثائقية، فعُرض في المنافسة الدولية. وأوضح جبالي قراره بالاحتفاظ بفيلمه في المهرجان رغم إعلان معهد فلسطين السينمائي انسحابه من جميع الأنشطة المنظمة في سوق IDFA. وقال: "في النهاية، هو قرار المخرج، أنشأنا هذا الفيلم ليُشاهد، إزالته من مهرجان يشاهده الجمهور يعني فقدان المزيد من الأصوات". وأضاف: "التحدث سيسمح لي بمشاركة هذا الألم، وعرض فيلمي سيساعدني على نقل ألم شعبي". كما وشارك كفيلم الافتتاح في مهرجان ترومسو الدولي للأفلام في ديسمبر 2023.

## جوائز
فاز الفيلم بجائزة أفضل مخرج في مهرجان أمستردام الدولي للأفلام الوثائقية. حيث وصفت لجنة التحكيم، أثناء منحهم الجائزة للفيلم بأنه "تعبير سينمائي في الوقت المناسب عن الحاجة العالمية للاعتراف بإنسانيتنا الكاملة". وأثنت اللجنة على نقد الفيلم القوي للأنظمة البيروقراطية والسياسية التي تعرقل هذا الاعتراف، مشيرة إلى قدرة المخرج على تغليف الفيلم بالأمل والفكاهة وسط معاناة عميقة. كما أشادت بالفيلم ووصفته بأنه "نداء عاجل للحرية في التنقل، والفرص، والسعي وراء الأحلام". وفاز بجائزة جيلدا فييرا دي ميلو في المهرجان السينمائي الدولي 22 ومنتدى حقوق الإنسان.